# Schoenoplectus litoralis
Schoenoplectus litoralis är en halvgräsart som först beskrevs av Heinrich Adolph Schrader, och fick sitt nu gällande namn av Eduard Palla. Schoenoplectus litoralis ingår i släktet sävsläktet, och familjen halvgräs.

## Underarter
Arten delas in i följande underarter:
- S. l. kasachstanicus
- S. l. litoralis
- S. l. thermalis